# Partido Revolucionario Institucional

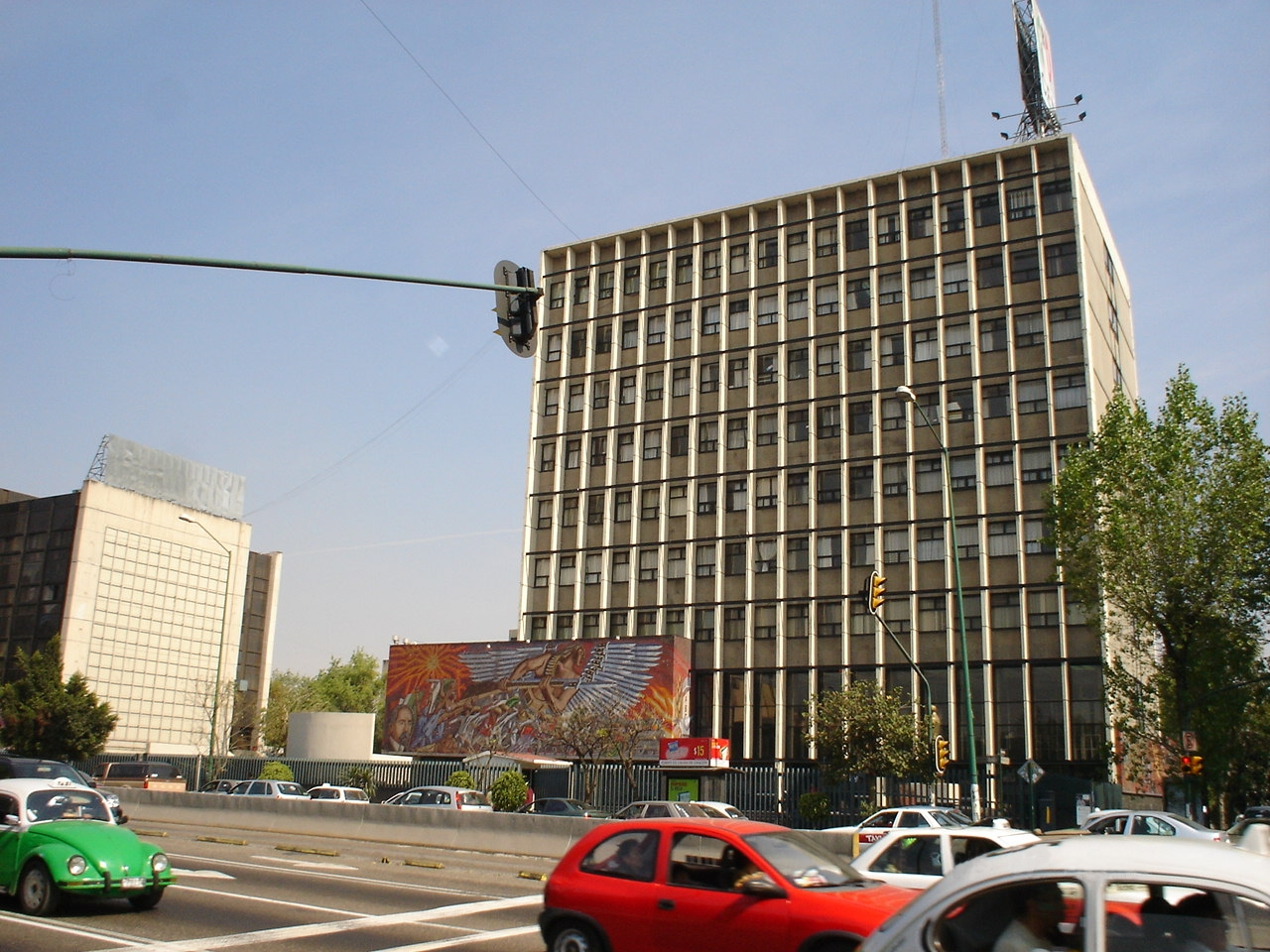
Zentralverwaltung der PRI in Mexiko-Stadt, 2006

Der Partido Revolucionario Institucional (PRI, übersetzt „Partei der institutionalisierten Revolution“ oder „institutionalisierte Revolutionspartei“) ist eine politische Partei in Mexiko. Der PRI war die dominierende Partei Mexikos in der Mitte und der zweiten Hälfte des 20. Jahrhunderts.
Die Partei wurde 1929 unter dem Namen Partido Nacional Revolucionario (PNR) gegründet, hieß ab 1938 Partido de la Revolución Mexicana (PRM) und trägt seit 1946 den Namen Partido Revolucionario Institucional (PRI). Als Parteifarbe dominiert (zumindest in den Wahldiagrammen der Medien) Grün neben weiteren Farben aus dem Parteilogo, eine politische Richtung lässt sich daraus nicht ableiten. Rot als politische Farbe steht allenfalls noch historisch für die sozialdemokratische Herkunft der Partei. Der PRI ist Vollmitglied der Sozialistischen Internationale.

## Ideologie und Sektoren
Die Partei hat ihre ideologischen Wurzeln in der mexikanischen Revolution, welche von protosozialistischen und syndikalistischen Ideen getrieben wurde, sie unterschied sich jedoch klar von einer marxistisch-leninistischen Partei. Unter Präsident Lázaro Cardenas wurden verschiedene Interessensgruppen wie Gewerkschaften, Bauernverbände, Bürgervertretungen und Militärs zu Massenorganisationen der Partei umgebaut. Nicht in der Partei vertreten waren jedoch das Großbürgertum und die katholische Kirche, welche bis 1929 sogar völlig verboten war. Staat und Partei wurden eng miteinander vernetzt.
Das politische System Mexikos war bis in die 1990er de facto ein Einparteiensystem. Innerhalb des PRI gab es jedoch eine Vielfalt an unterschiedlichen Gruppen und Organisationen, die für unterschiedliche und teils einander entgegengesetzte Politiken standen und jeweils hofften, an der nächsten Regierung beteiligt zu sein und mit Posten ausgestattet zu werden. Der PRI wird oft mit einem dreibeinigen Stuhl verglichen und besteht aus drei Sektoren, über die ein Großteil der Bevölkerung an die Partei gebunden ist: Der Arbeitersektor besteht aus dem Gewerkschaftsbund Confederación de Trabajadores de México (CTM). Der Bauernsektor umfasst den Großteil der auf dem Land Beschäftigten. Im sector popular versammeln sich jene, die sich keinem der beiden anderen Sektoren zuordnen lassen. Im Jahre 1940 wurde der Sektor Militär abgeschafft.
Solange der PRI regierte, war die Mitgliedschaft in einem dieser Verbände in vielen Fällen eine Voraussetzung, um am sozialen und wirtschaftlichen Leben teilnehmen zu können. Durch diese korporatistischen Strukturen gelang es, weite Teile der Bevölkerung zu kontrollieren.
Der PRI bezeichnet sich heute als sozialdemokratisch und zählt zur Mitte oder linken Mitte innerhalb des politischen Spektrums.

## Geschichte

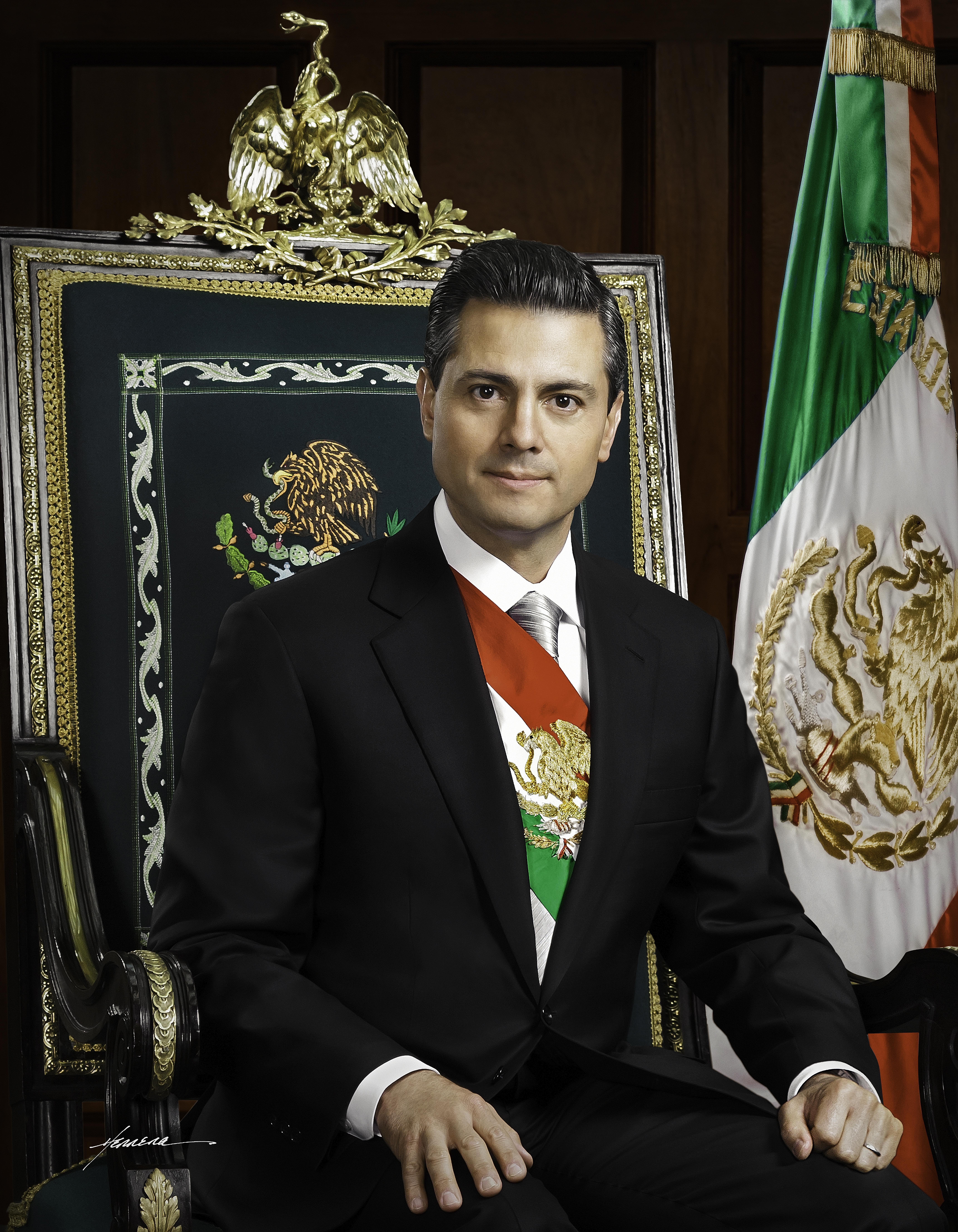
Enrique Peña Nieto, Staatspräsident Mexikos 2012 bis 2018

### Dominierende Rolle
Von 1929 bis 2000 war der PRI die dominierende Partei des Landes; die Partei trug deutliche Züge einer Einheitspartei, weswegen sie häufig auch als „offizielle Partei“ bezeichnet wurde. Ihre Vormachtstellung war bis in die 1980er Jahre so deutlich, dass von vornherein feststand, dass der PRI jede Wahl gewinnen würde. Der PRI stellte seit seiner Gründung bis zur Wahl 2000 sämtliche Staatspräsidenten, bis 1989 sämtliche Gouverneure, fast alle Senatoren und die überwältigende Mehrheit der Abgeordneten in den Parlamenten auf nationaler, einzelstaatlicher und kommunaler Ebene. Bis 1997 verfügte der PRI über die absolute Mehrheit im Abgeordnetenhaus.
Bis in die 1970er Jahre waren außer dem PRI nur drei Oppositionsparteien für die Teilnahme an Wahlen zugelassen. Zwei davon waren eine linke und eine rechte Abspaltung des PRI, die jedoch weiterhin enge Kontakte zum PRI hatten und mitunter gemeinsame Kandidaten aufstellten. Nur der Ende der 1930er Jahre gegründete konservativ-katholische Partido Acción Nacional (PAN) war eine echte Oppositionspartei. Erst bei der Präsidentschaftswahl 2000 gelang es dem PAN schließlich, den PRI in der Regierung abzulösen; sein Kandidat Vicente Fox Quesada ging als Sieger aus den Wahlen hervor und wurde bis 2006 Staatspräsident Mexikos. Nach zwei verlorenen Wahlen zog bei der Präsidentschaftswahl in Mexiko 2012 mit Enrique Peña Nieto erneut ein Kandidat des PRI in das Präsidentenamt ein. Bei den Bundeswahlen in Mexiko 2018 indes erzielte der PRI-Kandidat nur noch 16,4 Prozent der Stimmen, der linke Oppositionskandidat Andrés Manuel López Obrador erzielt 53,2 Prozent der Stimmen.

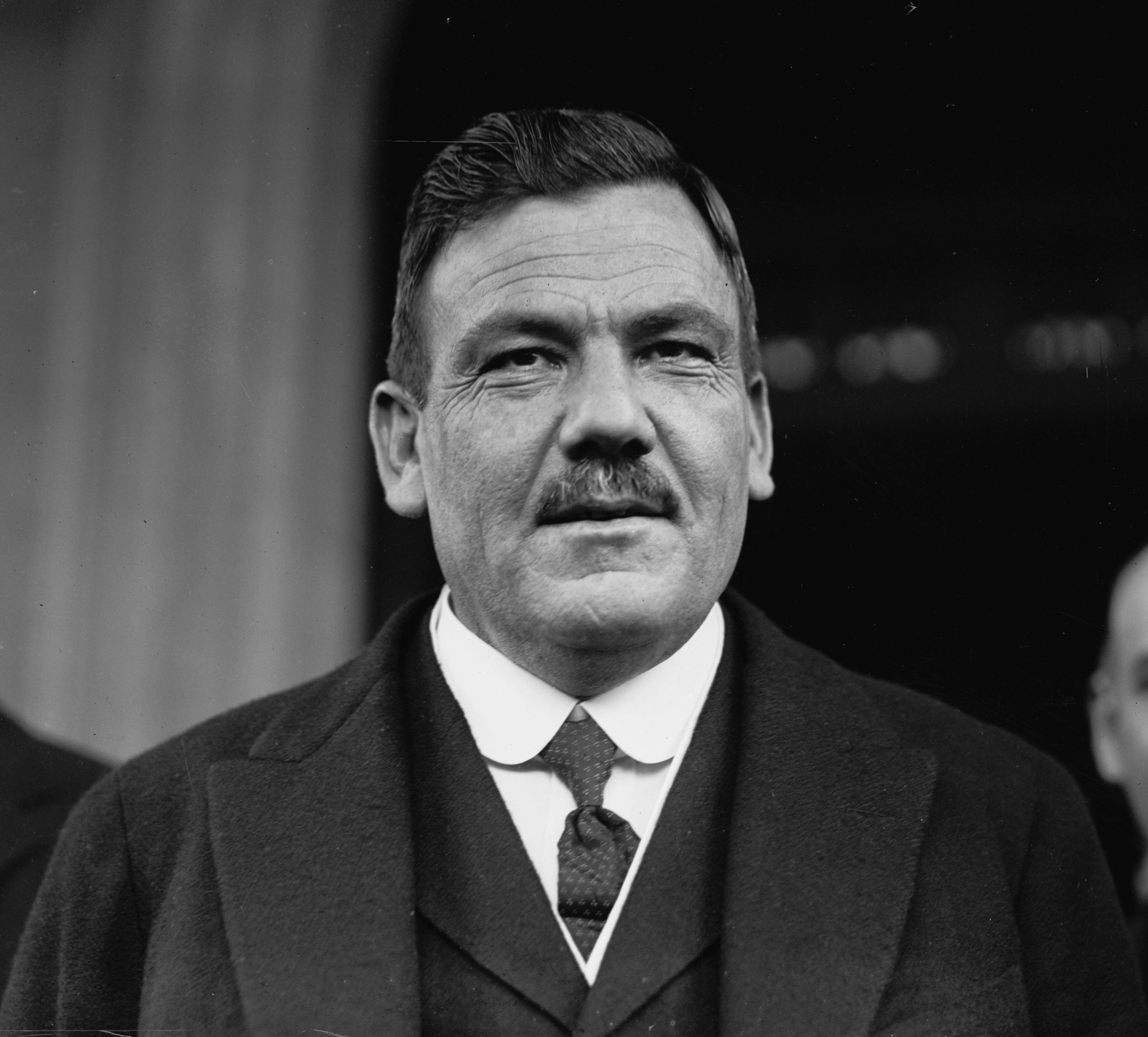
Plutarco Elías Calles, Präsident Mexikos von 1924 bis 1928 und Parteigründer des Partido Nacional Revolucionario (PNR)
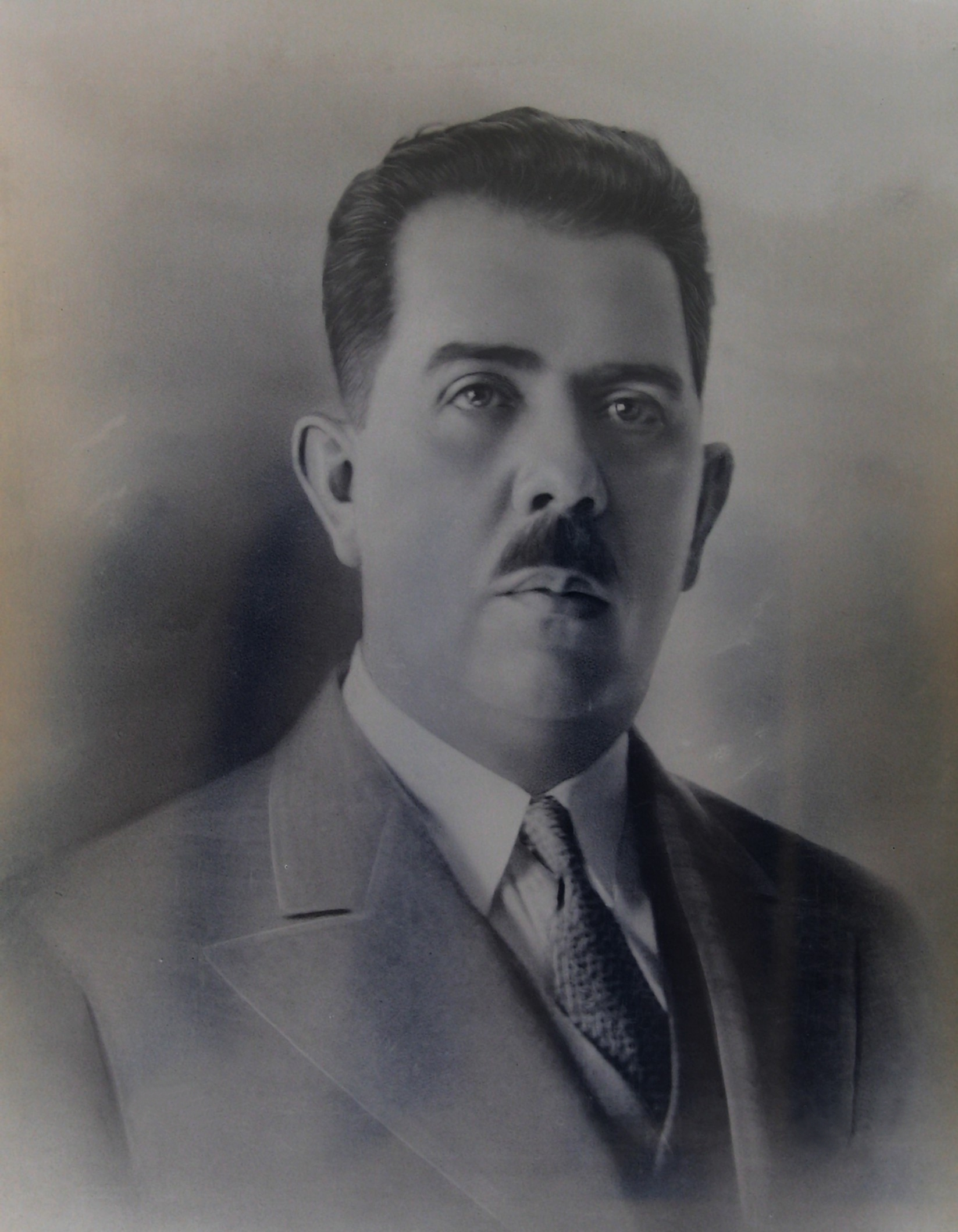
Lázaro Cárdenas, Präsident Mexikos von 1934 bis 1940 und benannte 1939 den PNR in Partido de la Revolución Mexicana (PRM) um
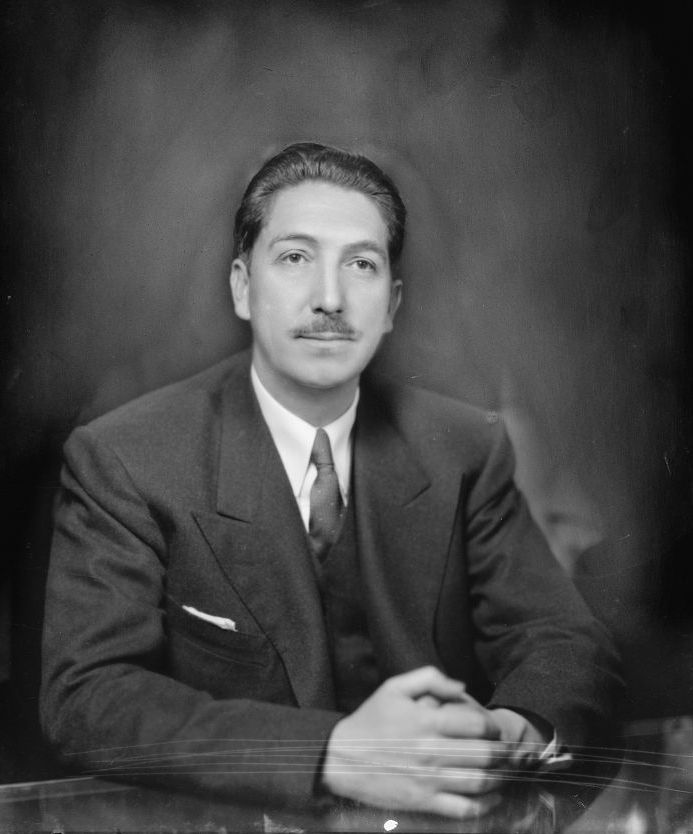
Miguel Alemán Valdés, Präsident Mexikos 1946 bis 1952 und benannte 1946 den PRM in Partido Revolucionario Institucional (PRI) um
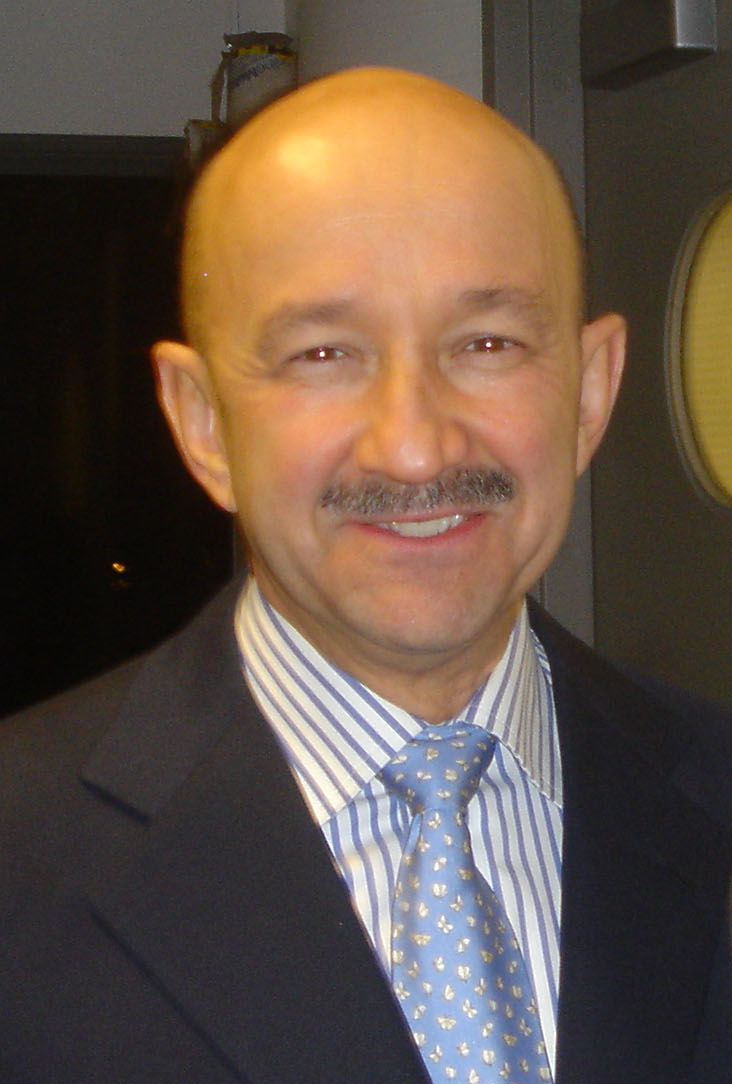
Carlos Salinas de Gortari, Präsident von Mexiko 1988 bis 1994
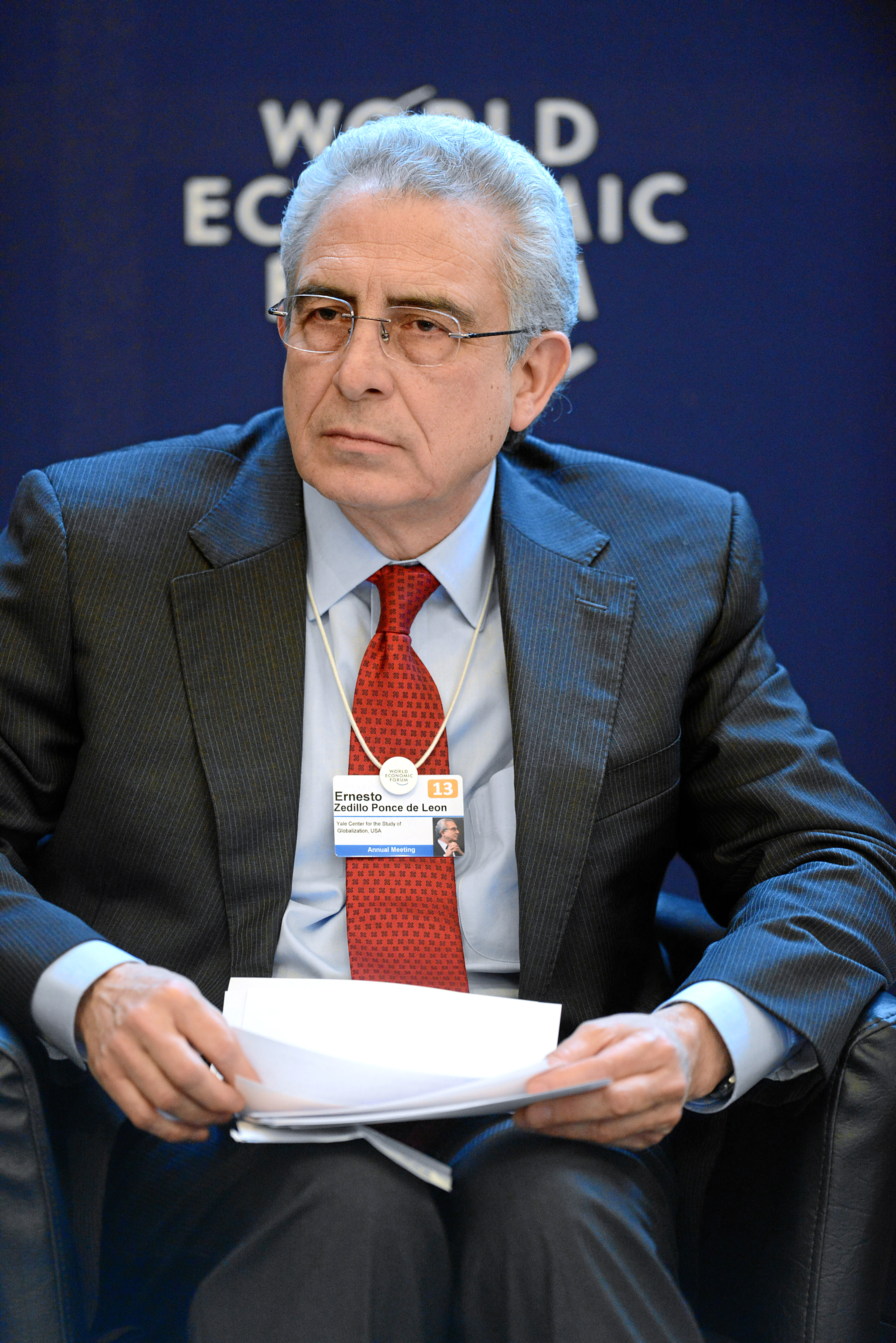
Ernesto Zedillo Ponce de León, Präsident Mexikos von 1994 bis 2000

### Präsidentschaftswahl 1988
Bei der Präsidentenwahl 1988 kam es erstmals seit Beginn der PRI-Herrschaft zu einer wirklichen Wettbewerbssituation, die den Wahlsieg des PRI infrage stellte. Aus Unzufriedenheit über die neoliberale Politik des PRI-Kandidaten Carlos Salinas de Gortari hatte sich die Corriente Democrática vom PRI abgespalten und war zusammen mit anderen linken Oppositionskräften als Frente Democrático Nacional (später Partido de la Revolución Democrática) zur Wahl angetreten und hatte Cuauhtémoc Cárdenas als Präsidentschaftskandidaten aufgestellt.
Am Wahlabend sah es anfangs nach einem Sieg von Cárdenas aus, jedoch fielen in der Nacht die erstmals eingesetzten Computer aus. Am folgenden Tag wurde PRI-Kandidat Salinas der mexikanischen Öffentlichkeit als Gewinner der Wahl präsentiert.

## Wahlmanipulation
Die Durchführung großangelegter und organisierter Wahlfälschung war für den PRI zumeist nicht notwendig, um den Schein demokratischer Legitimation ihrer bis Ende des 20. Jahrhunderts nahezu unumschränkten politischen Vormachtstellung in Staat und Gesellschaft zu garantieren. Aufgrund des in Mexiko weit verbreiteten inoffiziellen Patronagesystems setzte der gesellschaftliche Aufstieg oder die Einberufung in wichtige Positionen im Staat oft die Mitgliedschaft im PRI voraus. Dieses Netzwerk aus einflussreichen Parteimitgliedern sorgte regelmäßig für groß angelegte Manipulationen vor und während der Wahlen in fast allen Teilen Mexikos. So wurden vor allem unter der armen Landbevölkerung Lebensmittel und Baumaterialien von deutlich als solche erkennbaren PRI-Funktionären verteilt, die auch oft den Transport von Wählern in die Wahllokale übernahmen. Diese Wahllokale wurden oft von PRI-Mitgliedern überwacht, was eine geheime Abstimmung unmöglich machte. Verschwundene Wahlurnen, mehrmaliges Abstimmen und sogar die Stimmabgabe bereits Verstorbener gehörten zur Praxis, die jahrzehntelang in Mexiko die Wiederwahl einflussreicher PRI-Bürgermeister, Gouverneure und Präsidenten sicherte.

## Wahlergebnisse bei Präsidentschaftswahlen
| Wahl | Kandidat                      | Stimmen             |
| ---- | ----------------------------- | ------------------- |
| 1929 | Pascual Ortiz Rubio           | 01.947.848 (93,6 %) |
| 1934 | Lázaro Cárdenas del Río       | 02.225.000 (98,2 %) |
| 1940 | Manuel Ávila Camacho          | 02.476.641 (93,9 %) |
| 1946 | Miguel Alemán Valdés          | 01.786.901 (77,9 %) |
| 1952 | Adolfo Ruiz Cortines          | 02.713.745 (74,3 %) |
| 1958 | Adolfo López Mateos           | 06.721.045 (89,8 %) |
| 1964 | Gustavo Díaz Ordaz            | 08.262.393 (87,7 %) |
| 1970 | Luis Echeverría Álvarez       | 11.708.065 (82,9 %) |
| 1976 | José López Portillo           | 15.435.321 (86,4 %) |
| 1982 | Miguel de la Madrid Hurtado   | 16.145.254 (68,4 %) |
| 1988 | Carlos Salinas de Gortari     | 09.687.926 (50,7 %) |
| 1994 | Ernesto Zedillo Ponce de León | 17.181.651 (48,7 %) |
| 2000 | Francisco Labastida Ochoa     | 13.579.718 (36,1 %) |
| 2006 | Roberto Madrazo Pintado       | 09.301.441 (22,2 %) |
| 2012 | Enrique Peña Nieto            | 18.153.342 (38,2 %) |
| 2018 | José Antonio Meade            | 09.289.853 (16,4 %) |